# Risløkka (metrostation)
Risløkka is een metrostation in de Noorse hoofdstad Oslo. Het station werd geopend op 16 oktober 1966 en wordt bediend door de lijnen 4 en 5 van de metro van Oslo.